# Temporada 1989-90 de los Phoenix Suns
La temporada 1989-90 fue la vigesimosegunda de los Phoenix Suns en la NBA. La temporada regular acabó con 54 victorias y 28 derrotas, ocupando el quinto puesto de la Conferencia Oeste, clasificándose para los playoffs en los que alcanzaron las Finales de Conferencia, cayendo ante Portland Trail Blazers.

## Elecciones en elDraft
| Ronda | Puesto | Jugador       | Posición  | Nacionalidad   | Universidad/Club |
| ----- | ------ | ------------- | --------- | -------------- | ---------------- |
| 1     | 24     | Anthony Cook  | Ala-Pívot | Estados Unidos | Arizona          |
| 2     | 46     | Ricky Blanton | Alero     | Estados Unidos | Louisiana State  |
| 2     | 51     | Mike Morrison | Escolta   | Estados Unidos | Loyola (MD)      |
| 2     | 52     | Greg Grant    | Base      | Estados Unidos | Trenton State*   |

## Temporada regular
| División Pacífico        | División Pacífico | División Pacífico | División Pacífico | División Pacífico | División Pacífico | División Pacífico | División Pacífico | División Pacífico |
| Equipo                   | G                 | P                 | %                 | PD                | Casa              | Fuera             | Div               |                   |
| ------------------------ | ----------------- | ----------------- | ----------------- | ----------------- | ----------------- | ----------------- | ----------------- | ----------------- |
| y-Los Angeles Lakers     | 63                | 19                | .768              | –                 | 37–4              | 26–15             | 22–6              |                   |
| x-Portland Trail Blazers | 59                | 23                | .720              | 4                 | 35–6              | 24–17             | 20–8              |                   |
| x-Phoenix Suns           | 54                | 28                | .659              | 9                 | 32–9              | 22–19             | 20–8              |                   |
| Seattle SuperSonics      | 41                | 41                | .500              | 22                | 30–11             | 11–30             | 11–17             |                   |
| Golden State Warriors    | 37                | 45                | .451              | 26                | 27–14             | 10–31             | 11–17             |                   |
| Los Angeles Clippers     | 30                | 52                | .366              | 33                | 20–21             | 10–31             | 7–21              |                   |
| Sacramento Kings         | 23                | 59                | .280              | 40                | 16–25             | 7–34              | 7–21              |                   |

## Playoffs

### Primera ronda
Utah Jazz vs. Phoenix Suns 
| Fecha       | Partido                          | Ciudad         |
| ----------- | -------------------------------- | -------------- |
| 27 de abril | Utah Jazz 113, Phoenix Suns 96   | Salt Lake City |
| 29 de abril | Utah Jazz 87, Phoenix Suns 105   | Salt Lake City |
| 2 de mayo   | Phoenix Suns 120, Utah Jazz 105  | Phoenix        |
| 4 de mayo   | Phoenix Suns 94, Utah Jazz 105   | Phoenix        |
| 6 de mayo   | Utah Jazz 102, Phoenix Suns 104  | Salt Lake City |
|             | Phoenix Suns gana las series 3-2 |                |

### Semifinales de Conferencia
Los Angeles Lakers vs. Phoenix Suns 
| Fecha      | Partido                                  | Ciudad      |
| ---------- | ---------------------------------------- | ----------- |
| 8 de mayo  | Los Angeles Lakers 102, Phoenix Suns 104 | Los Ángeles |
| 10 de mayo | Los Angeles Lakers 124, Phoenix Suns 100 | Los Ángeles |
| 12 de mayo | Phoenix Suns 117, Los Angeles Lakers 103 | Phoenix     |
| 13 de mayo | Phoenix Suns 114, Los Angeles Lakers 101 | Phoenix     |
| 15 de mayo | Los Angeles Lakers 103, Phoenix Suns 106 | Los Ángeles |
|            | Phoenix Suns gana las series 4-1         |             |

### Finales de conferencia
Portland Trail Blazers vs. Phoenix Suns 
| Fecha      | Partido                                      | Ciudad   |
| ---------- | -------------------------------------------- | -------- |
| 21 de mayo | Portland Trail Blazers 100, Phoenix Suns 98  | Portland |
| 23 de mayo | Portland Trail Blazers 108, Phoenix Suns 107 | Portland |
| 25 de mayo | Phoenix Suns 123, Portland Trail Blazers 89  | Phoenix  |
| 24 de mayo | Phoenix Suns 119, Portland Trail Blazers 107 | Phoenix  |
| 29 de mayo | Portland Trail Blazers 120, Phoenix Suns 114 | Portland |
| 24 de mayo | Phoenix Suns 109, Portland Trail Blazers 112 | Phoenix  |
|            | Portland Trail Blazers gana las series 4-2   |          |

## Estadísticas
| Rk | Jugador          | Edad | P  | PT | MP   | TC   | TCI  | %TC  | T3  | T3I | %T3   | TL  | TLI | %TL   | RO  | RD  | RT  | AS   | RB  | TAP | BP  | FP  | PTS  |
| -- | ---------------- | ---- | -- | -- | ---- | ---- | ---- | ---- | --- | --- | ----- | --- | --- | ----- | --- | --- | --- | ---- | --- | --- | --- | --- | ---- |
| 1  | Tom Chambers     | 30   | 81 | 81 | 37.6 | 10.0 | 20.0 | .501 | 0.3 | 1.1 | .279  | 6.9 | 8.0 | .861  | 1.5 | 5.6 | 7.0 | 2.3  | 1.1 | 0.6 | 2.7 | 3.2 | 27.2 |
| 2  | Kevin Johnson    | 23   | 74 | 74 | 37.6 | 7.8  | 15.7 | .499 | 0.1 | 0.6 | .195  | 6.8 | 8.1 | .838  | 0.6 | 3.1 | 3.6 | 11.4 | 1.3 | 0.2 | 3.6 | 1.9 | 22.5 |
| 3  | Jeff Hornacek    | 26   | 67 | 60 | 34.0 | 7.2  | 13.4 | .536 | 0.6 | 1.5 | .408  | 2.6 | 3.0 | .856  | 1.3 | 3.4 | 4.7 | 5.0  | 1.7 | 0.2 | 1.9 | 2.1 | 17.6 |
| 4  | Dan Majerle      | 24   | 73 | 23 | 30.7 | 4.1  | 9.6  | .424 | 0.3 | 1.1 | .238  | 2.7 | 3.6 | .762  | 2.0 | 3.9 | 5.9 | 2.6  | 1.4 | 0.4 | 1.1 | 2.4 | 11.1 |
| 5  | Mark West        | 29   | 82 | 79 | 29.3 | 4.0  | 6.5  | .625 | 0.0 | 0.0 |       | 2.4 | 3.5 | .691  | 2.6 | 6.3 | 8.9 | 0.5  | 0.4 | 2.2 | 1.5 | 3.4 | 10.5 |
| 6  | Eddie Johnson    | 30   | 64 | 4  | 28.3 | 6.4  | 14.2 | .453 | 1.1 | 2.9 | .380  | 2.9 | 3.2 | .917  | 1.1 | 2.8 | 3.8 | 1.7  | 0.5 | 0.2 | 1.7 | 2.7 | 16.9 |
| 7  | Kurt Rambis      | 31   | 58 | 45 | 25.1 | 2.3  | 4.4  | .514 | 0.0 | 0.0 | .000  | 0.9 | 1.2 | .722  | 1.9 | 5.1 | 7.0 | 1.8  | 1.2 | 0.5 | 1.3 | 2.8 | 5.4  |
| 8  | Mike McGee       | 30   | 14 | 7  | 20.0 | 3.0  | 6.2  | .483 | 0.6 | 1.6 | .348  | 0.7 | 1.5 | .476  | 0.8 | 1.8 | 2.6 | 1.1  | 0.6 | 0.1 | 1.0 | 2.0 | 7.3  |
| 9  | Armen Gilliam    | 25   | 16 | 7  | 16.7 | 3.3  | 7.6  | .430 | 0.0 | 0.0 |       | 2.4 | 3.5 | .696  | 1.6 | 2.8 | 4.4 | 0.5  | 0.4 | 0.3 | 1.1 | 1.8 | 8.9  |
| 10 | Andrew Lang      | 23   | 74 | 0  | 13.7 | 1.3  | 2.4  | .557 | 0.0 | 0.0 |       | 0.9 | 1.3 | .653  | 1.1 | 2.5 | 3.7 | 0.3  | 0.3 | 1.8 | 0.6 | 2.3 | 3.5  |
| 11 | Kenny Battle     | 25   | 59 | 8  | 12.4 | 1.6  | 2.9  | .547 | 0.0 | 0.1 | .250  | 0.9 | 1.4 | .671  | 0.7 | 1.4 | 2.1 | 0.6  | 0.6 | 0.2 | 0.5 | 1.6 | 4.1  |
| 12 | Tim Perry        | 24   | 60 | 18 | 10.2 | 1.7  | 3.3  | .513 | 0.0 | 0.0 | 1.000 | 0.9 | 1.5 | .589  | 1.3 | 1.2 | 2.5 | 0.3  | 0.4 | 0.4 | 0.8 | 1.3 | 4.2  |
| 13 | Greg Grant       | 23   | 67 | 3  | 10.1 | 1.2  | 3.2  | .384 | 0.0 | 0.2 | .188  | 0.6 | 0.9 | .661  | 0.2 | 0.6 | 0.9 | 2.5  | 0.5 | 0.0 | 1.1 | 0.9 | 3.1  |
| 14 | Tim Legler       | 23   | 11 | 0  | 7.5  | 1.0  | 2.6  | .379 | 0.0 | 0.1 | .000  | 0.5 | 0.5 | 1.000 | 0.4 | 0.4 | 0.7 | 0.5  | 0.2 | 0.0 | 0.4 | 1.1 | 2.5  |
| 15 | Mike Morrison    | 22   | 36 | 1  | 4.3  | 0.6  | 1.9  | .338 | 0.1 | 0.2 | .286  | 0.7 | 0.8 | .800  | 0.2 | 0.4 | 0.6 | 0.3  | 0.1 | 0.0 | 0.6 | 0.6 | 2.0  |
| 16 | Micheal Williams | 23   | 6  | 0  | 4.3  | 0.3  | 1.7  | .200 | 0.0 | 0.0 |       | 0.2 | 0.3 | .500  | 0.2 | 0.0 | 0.2 | 0.7  | 0.0 | 0.0 | 0.8 | 0.0 | 0.8  |

## Galardones y récords
| Ganador       | Galardón                              |
| Kevin Johnson | 2.º Mejor quinteto de la NBA All-Star |
| Tom Chambers  | 2.º Mejor quinteto de la NBA All-Star |
| Eddie Johnson | Mejor Sexto Hombre de la NBA          |
| Mark West     | Líder en %TC de la NBA                |